# 1679 en musique
| \| • Retour à la chronologie générale de la musique populaire • \| |
| XXIe siècle • XXe siècle • XIXe siècle • XVIIIe siècle XVIIe siècle • XVIe siècle • XVe siècle • XIVe siècle XIIIe siècle • XIIe siècle • XIe siècle • Xe siècle IXe siècle • VIIIe siècle • Haut Moyen Âge • Rome • Grèce |
| • Retour à la chronologie générale de la musique populaire • |

| • Retour à la chronologie générale de la musique populaire • |

| Années de la musique populaire : 1676 - 1677 - 1678 - 1679 - 1680 - 1681 - 1682    |
| Décennies de la musique populaire : 1640 - 1650 - 1660 - 1670 - 1680 - 1690 - 1700 |

## Événements
- Le compositeur et théoricien musical ukrainien Nikolaï Diletsky sort le traité musical « Idea grammatikii musikiyskoy », il est alors le premier à développer cet outil logique qu'est le cycle des quintes.